# La Quinta Tennis Games 1981
Il La Quinta Tennis Games 1981  è stato un torneo di tennis giocato sul cemento. È stata la 8ª edizione del Torneo di Indian Wells che fa parte del Volvo Grand Prix 1981. Il torneo si è giocato a La Quinta in California dal 16 al 22 febbraio 1981.

## Campioni

### Singolare maschile
Jimmy Connors ha battuto in finale  Ivan Lendl con il punteggio di 6–3, 7–6

### Doppio maschile
Bruce Manson /  Brian Teacher hanno battuto in finale  Terry Moor /  Eliot Teltscher con il punteggio di 7–6, 6–2